# 卡尔查延
卡尔查延是烏茲別克南部蘇爾漢河州德諾夫（蘇爾漢河河谷）附近的考古遺址，為貴霜帝國或其祖先月氏人所建造，年代約為公元前1世紀中期。1959年至1963年間由蘇聯考古學家加莉娜·普加欽科娃帶領的團隊挖掘卡尔查延，她認為此遺址為一座宮殿，由貴霜統治者赫拉歐斯下令建造，不過另有學者認為此處為奉祀神化祖先的神廟。

## 藝術

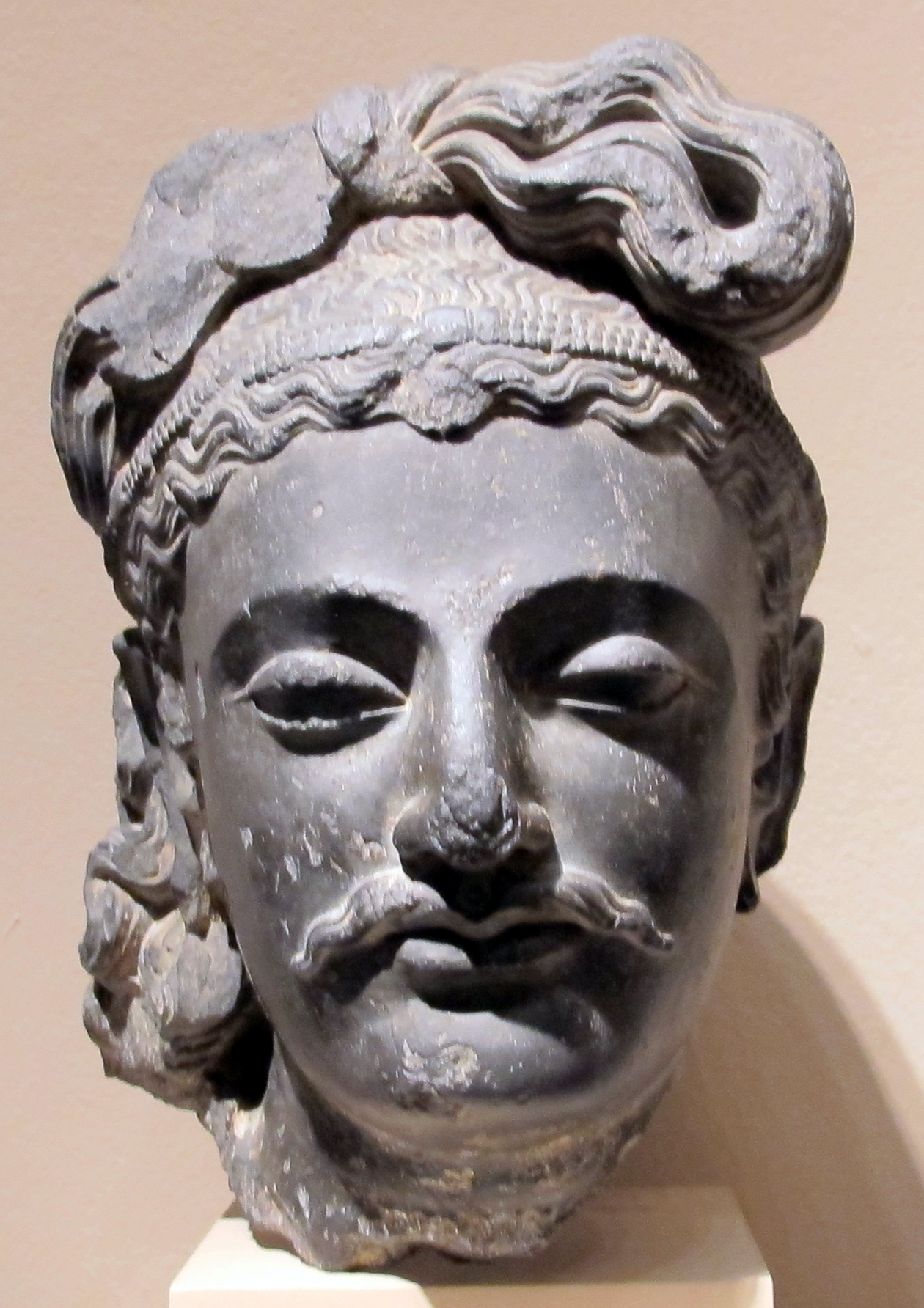
費城藝術博物館的一件菩薩頭像被認為與卡尔查延出土的月氏王子頭像相似

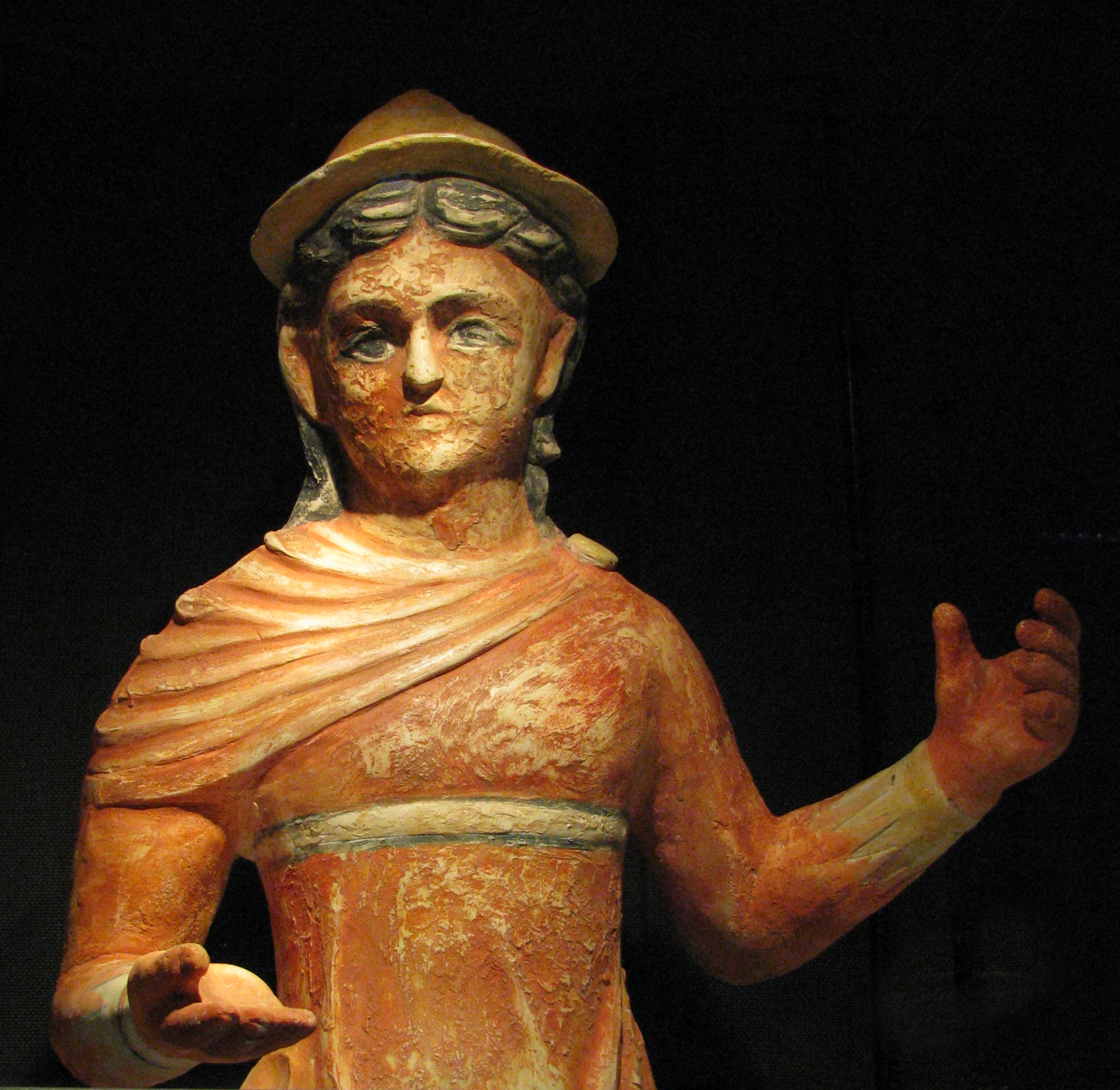
卡爾察延出土的陶俑，現藏於帖爾米茲考古學博物館

卡爾查延遺址內部牆上有泥塑與壁畫，其描繪的主題可能包括公元前2世紀的人事物，包括貴霜帝國的戰事（例如貴霜與塞迦的戰爭）、宴會、統治者肖像、盟友帕提亞人與希臘、西亞和伊朗等地的神祇（库柏勒、密斯拉、赫丘利、雅典娜與尼刻等），為巴克特里亞藝術的重要里程碑。畫中描繪的月氏人物形象大多風度翩翩，塞迦人則常被描繪成留有络腮胡的醜陋形象。
歷史學家本杰明·罗兰（Benjamin Rowland）認為卡爾察延的藝術風格源於希臘化時期藝術，可能直接受尼薩與阿伊哈努姆等中亞城市的藝術影響，且與年代較晚的希臘式佛教藝術（犍陀羅藝術）有相似之處，可能為後者的起源。罗兰特別指出卡尔查延出土著名的月氏王子的頭像和犍陀羅菩薩頭像十分相像，可能是將地方貴族的形象神格化創作而成，顯示犍陀羅藝術受卡尔查延藝術的影響。